# Long Beach (Washington)
Long Beach es una ciudad ubicada en el condado de Pacific en el estado estadounidense de Washington. En el año 2000 tenía una población de 1.283 habitantes y una densidad poblacional de 393,2 personas por km².

## Geografía
Long Beach se encuentra ubicada en las coordenadas 46°21′3″N 124°3′13″O / 46.35083, -124.05361.

## Demografía
Según la Oficina del Censo en 2000 los ingresos medios por hogar en la localidad eran de $23.611, y los ingresos medios por familia eran $33.029. Los hombres tenían unos ingresos medios de $30.938 frente a los $20.625 para las mujeres. La renta per cápita para la localidad era de $21.266. Alrededor del 18,7% de la población estaban por debajo del umbral de pobreza.